# Tiro com arco nos Jogos Pan-Americanos de 2019 - Composto por equipes mistas
A competição do composto equipes mistas foi um dos eventos do tiro com arco nos Jogos Pan-Americanos de 2019, em Lima. Foi disputada no Campo de Tiro com arco, em Villa Maria de Triunfo, nos dias 7 a 10 de agosto.

## Calendário
Horário local (UTC-5).
| Data                 | Horário | Fase             |
| -------------------- | ------- | ---------------- |
| 7 de agosto de 2019  | 8:30    | Qualificação     |
| 10 de agosto de 2019 | 11:00   | Quartas de final |
| 10 de agosto de 2019 | 11:30   | Semifinal        |
| 10 de agosto de 2019 | 14:00   | Final            |

## Medalhistas
|  | ARG Argentina                         |  | GUA Guatemala                            |  | COL Colômbia                  |
|  | María Eugenia González Ivan Nikolajuk |  | Maria Jose Zebadúa Jose Del Cid Carrillo |  | Sara López Daniel Muñoz Perez |

## Resultados

### Qualificação
Os resultados foram os seguintes:
| Posição | Nação              | Arqueiros                                    | Placar | Notas |
| ------- | ------------------ | -------------------------------------------- | ------ | ----- |
| 1       | COL Colômbia       | Sara López Daniel Muñoz Perez                | 1414   | PR    |
| 2       | USA Estados Unidos | Paige Pearce Braden Gellenthien              | 1407   |       |
| 3       | MEX México         | Andrea Maya Becerra Rodolfo Gonzalez de Alba | 1407   |       |
| 4       | ARG Argentina      | María Eugenia González Ivan Nikolajuk        | 1386   |       |
| 5       | PUR Porto Rico     | Marla Cintron Jean Pizarro                   | 1378   |       |
| 6       | BRA Brasil         | Gisele Esposito Meleti Bruno Brassaroto      | 1371   |       |
| 7       | GUA Guatemala      | Maria Jose Zebadúa Jose Del Cid Carrillo     | 1361   |       |
| 8       | PER Peru           | Beatriz Aliaga Gonzalo Hermoza               | 1339   |       |

### Fase eliminatória
Os resultados foram os seguintes:
|  | Quartas-de-final | Quartas-de-final                                         | Quartas-de-final                                     |                                                      |                                        | Semifinal                                           | Semifinal           | Semifinal                                 |                     |  | Final | Final                                               | Final |
|  |                  |                                                          |                                                      |                                                      |                                        |                                                     |                     |                                           |                     |  |       |                                                     |       |
|  | 1                | Sara López (COL) Daniel Muñoz Perez (COL)                | 154                                                  |                                                      |                                        |                                                     |                     |                                           |                     |  |       |                                                     |       |
|  | 8                | Beatriz Aliaga (PER) Gonzalo Hermoza (PER)               | 148                                                  |                                                      |                                        |                                                     |                     |                                           |                     |  |       |                                                     |       |
|  | 8                | Beatriz Aliaga (PER) Gonzalo Hermoza (PER)               | 148                                                  |                                                      | 1                                      | Sara López (COL) Daniel Muñoz Perez (COL)           | 154                 |                                           |                     |  |       |                                                     |       |
|  |                  |                                                          |                                                      |                                                      | 1                                      | Sara López (COL) Daniel Muñoz Perez (COL)           | 154                 |                                           |                     |  |       |                                                     |       |
|  |                  | 4                                                        | María Eugenia González (ARG) Ivan Nikolajuk (ARG)    | 157                                                  |                                        |                                                     |                     |                                           |                     |  |       |                                                     |       |
|  | 5                | 4                                                        | María Eugenia González (ARG) Ivan Nikolajuk (ARG)    | 157                                                  | Marla Cintron (PUR) Jean Pizarro (PUR) | 153                                                 |                     |                                           |                     |  |       |                                                     |       |
|  | 5                |                                                          |                                                      |                                                      | Marla Cintron (PUR) Jean Pizarro (PUR) | 153                                                 |                     |                                           |                     |  |       |                                                     |       |
|  | 4                | María Eugenia González (ARG) Ivan Nikolajuk (ARG)        | 153                                                  |                                                      |                                        |                                                     |                     |                                           |                     |  |       |                                                     |       |
|  |                  |                                                          |                                                      |                                                      |                                        |                                                     |                     |                                           |                     |  | 4     | María Eugenia González (ARG) Ivan Nikolajuk (ARG)   | 153   |
|  |                  |                                                          | 7                                                    | Maria Jose Zebadúa (GUA) Jose Del Cid Carrillo (GUA) | 152                                    |                                                     |                     |                                           |                     |  |       |                                                     |       |
|  | 3                | Andrea Maya Becerra (MEX) Rodolfo Gonzalez de Alba (MEX) | 151                                                  |                                                      |                                        |                                                     |                     |                                           |                     |  |       |                                                     |       |
|  | 6                | Gisele Esposito Meleti (BRA) Bruno Brassaroto (BRA)      | 153                                                  |                                                      |                                        |                                                     |                     |                                           |                     |  |       |                                                     |       |
|  | 6                | Gisele Esposito Meleti (BRA) Bruno Brassaroto (BRA)      | 153                                                  |                                                      | 6                                      | Gisele Esposito Meleti (BRA) Bruno Brassaroto (BRA) | 150                 |                                           |                     |  |       |                                                     |       |
|  |                  |                                                          |                                                      |                                                      | 6                                      | Gisele Esposito Meleti (BRA) Bruno Brassaroto (BRA) | 150                 |                                           |                     |  |       |                                                     |       |
|  |                  | 7                                                        | Maria Jose Zebadúa (GUA) Jose Del Cid Carrillo (GUA) | 150                                                  |                                        |                                                     | Disputa pelo bronze | Disputa pelo bronze                       | Disputa pelo bronze |  |       |                                                     |       |
|  | 7                | Maria Jose Zebadúa (GUA) Jose Del Cid Carrillo (GUA)     | 156                                                  |                                                      |                                        |                                                     | 1                   | Sara López (COL) Daniel Muñoz Perez (COL) | 156                 |  |       |                                                     |       |
|  | 2                | Paige Pearce (USA) Braden Gellenthien (USA)              | 155                                                  |                                                      |                                        |                                                     |                     |                                           |                     |  | 6     | Gisele Esposito Meleti (BRA) Bruno Brassaroto (BRA) | 149   |